# روزی با عزت
روزی با عزت (به هندی: Izzat Ki Roti) فیلمی است محصول سال ۱۹۹۳ و به کارگردانی کی. پاپو است. در این فیلم بازیگرانی همچون سانی دئول، ریشی کاپور، جوهی چاولا، فرح، انوپم کهیر، کولبوشان کارباندا، آلوک نات، پریم چوپرا، تانوجا ایفای نقش کرده‌اند.